# 銅鑼廣場

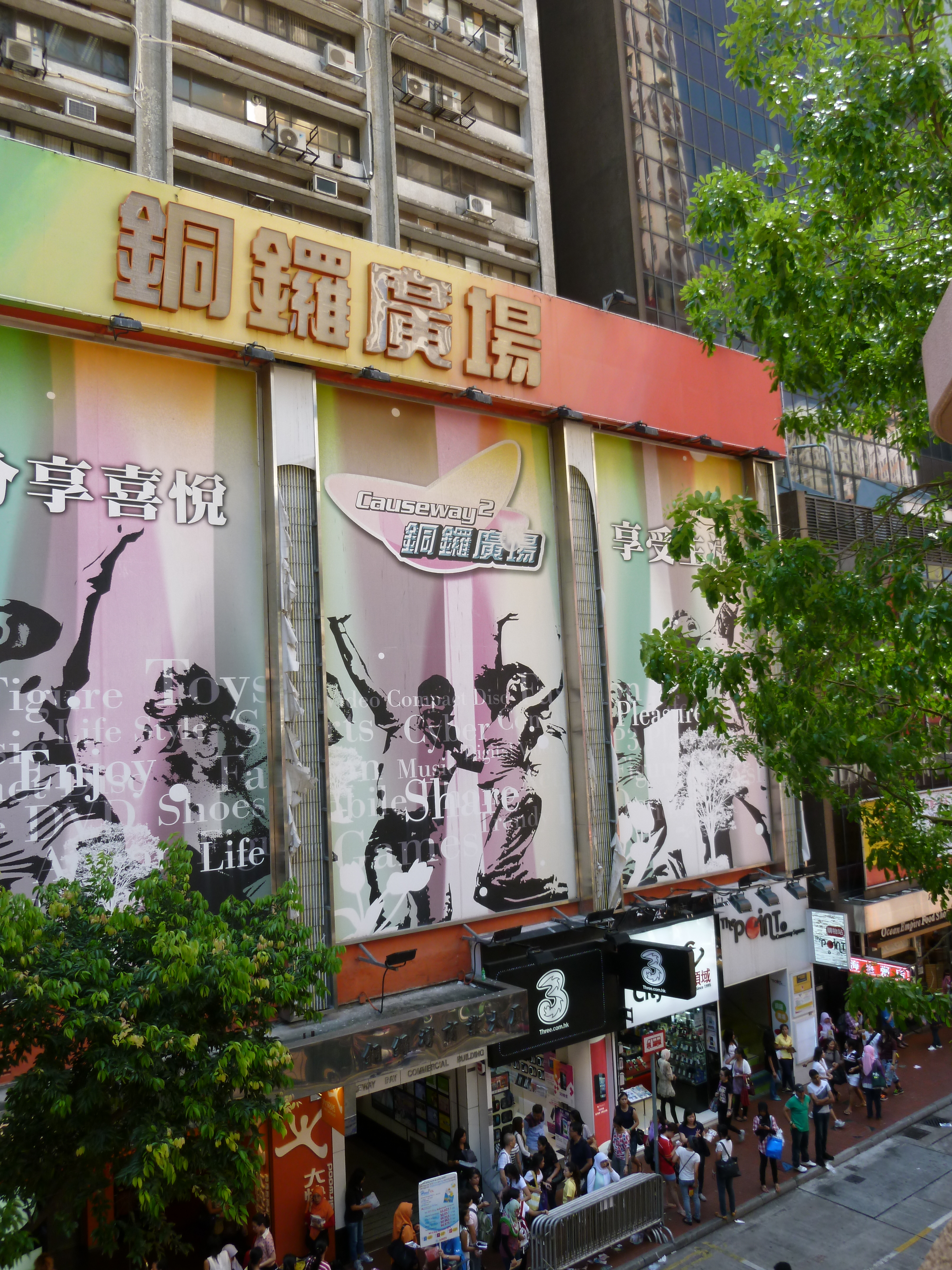
銅鑼廣場

銅鑼廣場（英語：Causeway Square），位於香港銅鑼灣糖街3號，銅鑼灣商業大廈1-4樓，是一個購物商場。
1樓及2樓共206間商舖，每間面積約50至100平方呎，3樓全層約6,6000000平方呎，而4樓全層為向日葵纖體美容。
銅鑼廣場被指管理不善，令商場內店舖十室九空，淪為「死場」。
2012年8月22日，銅鑼廣場一樓一間店舖內的電線短路冒煙，無人受傷。
2024年3月，一個位於一樓81號、建築面積70方呎舖位，成交僅以8萬港元，原業主於2005年以186.2萬港元購入，19年間勁虧96%，震撼市場。

## 外部連結
- 銅鑼廣場 （页面存档备份，存于）